# Heliodoro de Alejandría
Heliodoro de Alejandría (en griego: Ἡλιόδωρος: Ἡλιόδωρος) fue un filósofo neoplatónico que vivió en el siglo V. Era hijo de Hermias y Edesia, y el hermano más joven de Amonio de Hermia. Su padre, Hermias, murió  cuando Heliodoro era un niño. Los hermanos fueron mantenidos por su madre Edesia en Alejandría hasta que tuvieron edad para acudir a la escuela de filosofía. Después los llevó a Atenas, donde estudiaron con Proclo. Finalmente regresaron a Alejandría, donde ambos se dedicaron a enseñar filosofía. Damascio, quien fue alumno de Heliodoro, le describe como menos dotado que su hermano mayor, y más superficial en su carácter y estudios.
No puede ser el autor de un comentario a la Astrología de Paulus Alexandrinus escrito después de 564, texto adscrito a otro Heliodoro.